# Julius Kraaz
Julius Kraaz (* 9. September 1822 in Osmarsleben; † 24. September 1889 in Güsten) war Jurist, Zuckerfabrikant und Mitglied des Deutschen Reichstags.

## Leben
Kraaz besuchte die Landesschule Pforta und studierte von 1841 bis 1845 Rechtswissenschaften an den Universitäten Heidelberg und Berlin. Er war Mitglied der Corps Saxo-Borussia Heidelberg, Pomerania Halle und Guestphalia Berlin. Später war er als Rechtsanwalt in Bernburg tätig. Ab 1858 war er Landwirt und Zuckerfabrikant in Güsten. Von 1850 bis 1853 war er Mitglied des Landtags für Anhalt-Bernburg. Weiter war er Mitglied des Gemeinderats in Güsten, des Kreistages und des Kreisausschusses im Kreis Bernburg und des Anhaltischen Landtags.
Von 1874 bis 1878 war er Mitglied des Deutschen Reichstags für den Reichstagswahlkreis Herzogtum Anhalt 2 (Bernburg) und die Nationalliberale Partei.